# Lijst van onroerend erfgoed in Wezembeek-Oppem
Een overzicht van het onroerend erfgoed in de gemeente Wezembeek-Oppem. Het onroerend erfgoed maakt onderdeel uit van het cultureel erfgoed in België.

## Bouwkundig erfgoed
| Object                                                               | Erfgoedstatus?            | Bouwjaar of architect | Deelgemeente    | Adres                                     | Coördinaten                   | Nummer? | Afbeelding                                                           |
| -------------------------------------------------------------------- | ------------------------- | --------------------- | --------------- | ----------------------------------------- | ----------------------------- | ------- | -------------------------------------------------------------------- |
| Passionistenklooster en kerk van Sint-Michael en Sint-Jozef          |                           |                       | Wezembeek-Oppem | Mechelsesteenweg 82, Vosberg 40           | 50° 50' 32" NB, 4° 29' 51" OL | 40853   | Passionistenklooster en kerk van Sint-Michael en Sint-Jozef          |
| Kasteel de Grunne                                                    | Monument                  |                       | Wezembeek-Oppem | Raymond Hernalsteenstraat 2-4             | 50° 50' 33" NB, 4° 29' 21" OL | 40854   | Kasteel de Grunne                                                    |
| Hoeve en brouwerij De Kam                                            | Monument                  |                       | Wezembeek-Oppem | Beekstraat 172                            | 50° 50' 39" NB, 4° 29' 26" OL | 40855   | Hoeve en brouwerij De Kam                                            |
| Het Hoeveke of Pachthof van Boer Jan                                 |                           |                       | Wezembeek-Oppem | Raymond Hernalsteenstraat 41              | 50° 50' 32" NB, 4° 29' 21" OL | 40856   | Het Hoeveke of Pachthof van Boer Jan                                 |
| Langgestrekte hoeve                                                  |                           |                       | Wezembeek-Oppem | Jan Baptist Overloopstraat 12             | 50° 50' 36" NB, 4° 29' 31" OL | 40857   | Langgestrekte hoeve                                                  |
| Parochiekerk Sint-Pieters                                            | Monument orgel (monument) |                       | Wezembeek-Oppem | Sint-Pietersplein                         | 50° 51' 12" NB, 4° 28' 55" OL | 40858   | Parochiekerk Sint-Pieters                                            |
| Kasteeldomein de Burbure                                             | kasteel (monument)        |                       | Wezembeek-Oppem | Sint-Pietersplein 1, 2, Ooievaarslaan 2-6 |                               | 40860   | Kasteeldomein de Burbure                                             |
| Boerenwoning                                                         |                           |                       | Wezembeek-Oppem | Jan Baptist De Keyzerstraat 144           | 50° 50' 54" NB, 4° 29' 21" OL | 40862   | Boerenwoning                                                         |
| Hoeve de Becker                                                      |                           |                       | Wezembeek-Oppem | Louis Marcelisstraat 1, de Burburelaan 2  | 50° 51' 10" NB, 4° 28' 53" OL | 40864   | Hoeve de Becker                                                      |
| Dorpswoning                                                          | dorpsgezicht              |                       | Wezembeek-Oppem | Sint-Pietersplein 3, 4                    | 50° 51' 14" NB, 4° 28' 53" OL | 40865   | Dorpswoning                                                          |
| Hoeve Verbeert                                                       | dorpsgezicht              |                       | Wezembeek-Oppem | Sint-Pietersplein 17, 18, 19              | 50° 51' 12" NB, 4° 28' 58" OL | 40867   | Hoeve Verbeert                                                       |
| Pastorie van Wezembeek                                               | dorpsgezicht              |                       | Wezembeek-Oppem | Sint-Pietersplein 20                      | 50° 51' 13" NB, 4° 28' 58" OL | 40870   | Pastorie van Wezembeek                                               |
| Heilig Hartcollege en Heilig Hartkerk                                |                           |                       | Wezembeek-Oppem | Albertlaan 44                             |                               | 212631  | Heilig Hartcollege en Heilig Hartkerk                                |
| Villa Sucy                                                           |                           |                       | Wezembeek-Oppem | de Burburelaan 138                        |                               | 212632  | Villa Sucy                                                           |
| Buurtspoorwegenstation Wezembeek Stockel                             |                           |                       | Wezembeek-Oppem | de Burburelaan 182-184                    |                               | 212633  | Buurtspoorwegenstation Wezembeek Stockel                             |
| Kasteeltje uit het interbellum                                       |                           |                       | Wezembeek-Oppem | de Grunnelaan 92                          |                               | 212634  | Kasteeltje uit het interbellum                                       |
| Cottagegetint landhuis                                               |                           |                       | Wezembeek-Oppem | Elisabethlaan 30                          |                               | 212635  | Cottagegetint landhuis                                               |
| Cottagegetinte villa uit het interbellum                             |                           |                       | Wezembeek-Oppem | Grensstraat 105                           |                               | 212636  | Cottagegetinte villa uit het interbellum                             |
| Hoeve van Sever                                                      |                           |                       | Wezembeek-Oppem | Jan Baptist De Keyzerstraat 159           |                               | 212637  | Hoeve van Sever                                                      |
| Goederenloods station Tervuren                                       |                           |                       | Wezembeek-Oppem | Leuvensesteenweg 10A                      |                               | 212638  | Goederenloods station Tervuren                                       |
| Oorlogsgedenkteken                                                   |                           |                       | Wezembeek-Oppem | Louis Marcelisstraat                      |                               | 212639  | Oorlogsgedenkteken                                                   |
| Gemeentehuis en school                                               |                           |                       | Wezembeek-Oppem | Louis Marcelisstraat 134-136              |                               | 212640  | Gemeentehuis en school                                               |
| Villa                                                                |                           |                       | Wezembeek-Oppem | Maurice Cesarlaan 9                       |                               | 212641  | Villa                                                                |
| Herenhuis uitgebreid tot zorginstelling                              |                           |                       | Wezembeek-Oppem | Mechelsesteenweg 270                      |                               | 212642  | Herenhuis uitgebreid tot zorginstelling                              |
| Villa naar ontwerp van Guilissen-Hoa                                 |                           |                       | Wezembeek-Oppem | Mechelsesteenweg 282                      |                               | 212643  | Villa naar ontwerp van Guilissen-Hoa                                 |
| Villa van 1916                                                       |                           |                       | Wezembeek-Oppem | Mechelsesteenweg 311                      |                               | 212644  | Villa van 1916                                                       |
| Onze-Lieve-Vrouwkapel                                                |                           |                       | Wezembeek-Oppem | Mechelsesteenweg                          |                               | 212645  | Onze-Lieve-Vrouwkapel                                                |
| Architectenwoning Robert Schuiten                                    |                           | Robert Schuiten       | Wezembeek-Oppem | Oppemlaan 81, 81A                         |                               | 212646  | Architectenwoning Robert Schuiten                                    |
| Architectenwoning Paul Ramon                                         |                           |                       | Wezembeek-Oppem | Pachthofdreef 83-85                       |                               | 212647  | Architectenwoning Paul Ramon                                         |
| Vroeg-20ste-eeuwse villa                                             |                           |                       | Wezembeek-Oppem | Pierre Marchandstraat 31                  |                               | 212648  | Vroeg-20ste-eeuwse villa                                             |
| Parochiekerk Sint-Jozef                                              |                           | Robert Schuiten       | Wezembeek-Oppem | Residentiepark Schone Lucht 12            |                               | 212649  | Parochiekerk Sint-Jozef                                              |
| Sint-Rochuskapel                                                     |                           |                       | Wezembeek-Oppem | Sint-Rochusoord                           |                               | 212650  | Sint-Rochuskapel                                                     |
| Pijlerkapel gewijd aan Onze-Lieve-Vrouw                              |                           |                       | Wezembeek-Oppem | Oudergemseweg                             |                               | 212651  | Pijlerkapel gewijd aan Onze-Lieve-Vrouw                              |
| Herberg met café                                                     |                           |                       | Wezembeek-Oppem | de Burburelaan 45                         |                               | 213793  | Herberg met café                                                     |
| Dorpswoning                                                          |                           |                       | Wezembeek-Oppem | Hendrik Smetsstraat 2                     |                               | 213798  | Dorpswoning                                                          |
| Onze-Lieve-Vrouwkapel                                                |                           |                       | Wezembeek-Oppem | Jan Baptist De Keyzerstraat               |                               | 213799  | Onze-Lieve-Vrouwkapel                                                |
| Laat-19de-eeuwse burgerwoning                                        |                           |                       | Wezembeek-Oppem | Louis Marcelisstraat 21                   |                               | 213800  | Laat-19de-eeuwse burgerwoning                                        |
| Modernistische woning naar ontwerp van Raymond Caul                  |                           |                       | Wezembeek-Oppem | Ahornbomenlaan 3                          |                               | 213801  | Modernistische woning naar ontwerp van Raymond Caul                  |
| Landhuis Villa de mon desir                                          |                           |                       | Wezembeek-Oppem | Jan Baptist Overloopstraat 24-26          |                               | 213802  | Landhuis Villa de mon desir                                          |
| Meisjesschool en klooster                                            |                           |                       | Wezembeek-Oppem | Louis Marcelisstraat 51, 55               |                               | 213803  | Meisjesschool en klooster                                            |
| Modernistische woning                                                |                           |                       | Wezembeek-Oppem | Rode Beukenlaan 98                        |                               | 213805  | Modernistische woning                                                |
| Burgerhuis uit de 19de eeuw                                          | dorpsgezicht              |                       | Wezembeek-Oppem | Sint-Pietersplein 10                      |                               | 213806  | Burgerhuis uit de 19de eeuw                                          |
| Hof te Wezembeek                                                     | dorpsgezicht              |                       | Wezembeek-Oppem | Sint-Pietersplein 11, 12                  |                               | 213807  | Hof te Wezembeek                                                     |
| Villa's Electrobel                                                   |                           |                       | Wezembeek-Oppem | Kollebloemenlaan 5-7, 13-17, 25           |                               | 213831  | Villa's Electrobel                                                   |
| Villa met modernistische inslag                                      |                           |                       | Wezembeek-Oppem | Oppemlaan 94                              |                               | 213863  | Villa met modernistische inslag                                      |
| Villa in cottagestijl                                                |                           |                       | Wezembeek-Oppem | Pleinlaan 87                              |                               | 213948  | Villa in cottagestijl                                                |
| Begraafplaatsen Wezembeek-Oppem, Etterbeek en Sint-Lambrechts-Woluwe |                           |                       | Wezembeek-Oppem | Lange Eikstraat 88, Kerkhofstraat         |                               | 214028  | Begraafplaatsen Wezembeek-Oppem, Etterbeek en Sint-Lambrechts-Woluwe |

### Bouwkundige gehelen
| Object                   | Erfgoedstatus? | Bouwjaar of architect | Deelgemeente    | Adres | Coördinaten | Nummer? | Afbeelding               |
| ------------------------ | -------------- | --------------------- | --------------- | --- | ----------- | ------- | ------------------------ |
| Sociale woonwijk Ban Eik |                |                       | Wezembeek-Oppem | Ban Eiklaan 6-22 en 7-21, Bloemenveld 1-15 en 2-14, Boekweitveld 1-35 en 2-36, Dolle Kervellaan 1-19 en 2-18, Doornenlaan 1-3 en 2-4, Honingklaverstraat 1-3 en 2-4, Leeuwerikenveld 1-27 en 2-26, Nigellestraat 1-15 en 2-14, Ruwkruidlaan 1-9 en 2-10, Speltveld 1-21 en 2-20, Sterrenveld 8-28 en 9-27, Vlindersveld 1-23 en 2-22, Zonneveld 1-17 en 2-16, Zwaluwenveld 1-23 en 2-24 |             | 126827  | Sociale woonwijk Ban Eik |
| Vosbergwijk              |                | Robert Schuiten       | Wezembeek-Oppem | Heldenlaan, Cederslaan, Vosberg, Kalestraat |             | 126785  | Vosbergwijk              |